# Gare de Bâle-Saint-Jean
La gare de Bâle-Saint-Jean (en allemand Bahnhof Basel St. Johann) est une des six gares de Bâle, en Suisse.

## Histoire
En prolongement de la ligne Strasbourg (Koenigshoffen) Saint–Louis ouverte à la circulation en août 1841, les autorités de Bâle et la Cie du chemin de fer de Strasbourg à Bâle, représentée par Polonceau et Stucklé, arrêtent le 9 juin 1843 le cahier des charges pour la construction en territoire helvétique de la section terminale Saint-Louis – Bâle.
La station sera établie intra muros et les terrains remis gratuitement à la Cie. Les travaux devront être terminés deux ans après la mise à disposition des terrains. La Cie mettra à disposition dans la gare un local pour assurer les correspondances des diligences ainsi qu’un autre local pour les douanes. Le Grand conseil du canton de Bâle-ville approuve ce cahier des charges le 12 juin 1843. Toutefois les réticences bâloises remettent en cause le principe du transfert de la douane à Bâle. Un service est ouvert dès le 15 juin 1844 en prévision de fêtes du tir fédéral à Bâle ; les trains s’arrêtent à la gare provisoire de Bâle Saint-Jean à la porte du même nom à la limite de la ville. Après tergiversations, une gare définitive est construite intra muros au lieu-dit Schellenmätteli, par l’architecte Frederich ; la ligne franchit les fortifications en passant par une porte en grès rouge fermée le soir par une grille après le passage du dernier train et ouverte le matin une ½ heure avant l’arrivée du premier train. La gare comprend une remise pour les locomotives (le dépôt est située à Saint-Louis) et une autre pour la matériel roulant. La fin des travaux intervient fin 1845 et donne lieu à une cérémonie d’inauguration.
En 1860, la ligne est prolongée d’une courte section pour rejoindre la gare du Schweizerische Zentralbahn, érigée en 1858, et actuelle gare centrale CFF.

## Service des voyageurs

### Accueil
La gare de Bâle Saint-Jean est en fait un arrêt de la ligne qui relie Bâle et Mulhouse. Le TER s'y arrête, mais on n'y trouve pas de guichet, de consigne, etc. Le bâtiment de la gare à proprement parler a été désaffecté et reconverti en atelier d'artistes et en restaurant. Le voyageur peut toutefois acheter un billet au distributeur situé entre les voies 7 et 8.

### Autres gares de Bâle
- Bâle CFF, qui jouxte la gare de Bâle SNCF
- Gare de Bâle SNCF, TER Grand Est,
- Gare badoise, en allemand Badischer Bahnhof située au nord-est de Bale en direction de l'Allemagne, exploitée par la DB.
- Bâle-Saint-Jacques, située sur la ligne en direction d'Olten.
- Bâle-Dreispitz, située sur la ligne en direction de Laufen.